# William Mendieta
William Mendieta Pintos (Asunción, Paraguay; 9 de enero de 1989) es un futbolista paraguayo que juega como mediocampista ofensivo y su actual equipo es el Club Guaraní de la Primera División de Paraguay.

## Trayectoria
Trayectoria y transferencias:
| 19/20        | 01/01/2020   |              |              | Club Olimpia                  |              |              | Fútbol Club Juárez            | 500 mil €    | 1,70 mill. €    |  |
| 16/17        | 01/01/2017   |              |              | Sociedade Esportiva Palmeiras |              |              | Club Olimpia                  | 750 mil €    | 1,50 mill. €    |  |
| 16/17        | 31/12/2016   |              |              | Club Olimpia                  |              |              | Sociedade Esportiva Palmeiras | 750 mil €    | Fin de préstamo |  |
| 14/15        | 19/02/2015   |              |              | Sociedade Esportiva Palmeiras |              |              | Club Olimpia                  | 750 mil €    | Préstamo        |  |
| 12/13        | 01/06/2013   |              |              | Libertad                      |              |              | Sociedade Esportiva Palmeiras | -            | 1,20 mill. €    |  |
| 11/12        | 01/06/2012   |              |              | Club Sol de América           |              |              | Libertad                      | -            | Fin de préstamo |  |
| 11/12        | 01/01/2012   |              |              | Libertad                      |              |              | Club Sol de América           | -            | Préstamo        |  |
| 10/11        | 01/06/2011   |              |              | Club Rubio Ñu                 |              |              | Libertad                      | -            | Fin de préstamo |  |
| 10/11        | 01/01/2011   |              |              | Libertad                      |              |              | Club Rubio Ñu                 | -            | Préstamo        |  |
| 08/09        | 01/01/2009   |              |              | Libertad                      |              |              | Libertad                      | -            | -               |  |
| Coste total: | Coste total: | Coste total: | Coste total: | Coste total:                  | Coste total: | Coste total: | Coste total:                  | Coste total: | 4,40 mill. €    |  |

### S. E. Palmeiras
A mediados del 2013, proveniente de Libertad de Paraguay, se incorporó como refuerzo del Palmeiras con el que terminaría ascendiendo y ganando el Campeonato Brasileño de Serie B.

### C. Olimpia
En febrero del 2015 llega a préstamo del Palmeiras por 1 año, anotando en su primer partido un gol desde la mitad de la cancha sacando del medio, para luego consagrarse campeón en el Clausura de la Primera División de Paraguay del mismo año, logrando el histórico título número 40 del club paraguayo a nivel local.
En el 2016 logra el vicecampeonato en el Apertura y en el Clausura de la Primera División de Paraguay, destacando su gran calidad como enganche y siendo uno de los jugadores más importantes del campeonato. Olimpia termina liderando la tabla acumulativa del mismo año con un total de 90 puntos logrando su pasaje a la Copa Libertadores de América.
William Mendieta, hasta el 2016, culminó con 25 asistencias y 25 goles en un total de 60 partidos jugados con la camiseta de Olimpia.
El 20 de noviembre de 2016 sufrió una lesión de ligamentos en la rodilla derecha que lo alejó de las canchas por casi 9 meses. El 6 de agosto de 2017 regresa para jugar los últimos 20 minutos en un partido disputado entre el conjunto decano y el Rubio Ñu por el torneo clausura de ese año, marcando un gol para la victoria de los franjeados por 3-0.
El 15 de abril de 2018 llegó a los 100 partidos con Olimpia.
Tanto en el torneo Apertura del 2018 como en el Clausura del mismo año logró campeonar con el equipo paraguayo.
Muy querido por la afición por haber sido determinante en 5 campeonatos locales, pero especialmente por sus notables actuaciones ante el eterno rival Cerro Porteño, es considerado uno de los mejores jugadores del club de los últimos tiempos.
Actualmente ostenta el récord de ser el máximo goleador y máximo asistidor del Club Olimpia en esta década.

### F. C. Juárez
El día sábado 14 de diciembre de 2019 se oficializa a Willy Mendieta como refuerzo para el Fútbol Club Juárez de la Primera División de México con miras para el Torneo Clausura 2020. El jugador firmó un contrato lo liga por tres años con los bravos, además utilizará el dorsal 10 con la institución fronteriza. El día de su presentación El Mago comentó lo siguiente:

«Estoy muy feliz de llegar a una gran institución, espero retribuir en la cancha todo este esfuerzo que hicieron por traerme».

## Selección nacional
Ha sido internacional con la selección de fútbol de Paraguay. Debutó oficialmente el 25 de abril de 2012 ante
Guatemala en un amistoso.

### Detalles de partidos
| 1 | Guatemala | 1:0 | 25 de abril de 2012 | Guatemala | Amistoso |
| 2 | Japón     | 4:2 | 12 de junio de 2018 | Austria   | Amistoso |

## Clubes
| Club                | País     | Año           |
| ------------------- | -------- | ------------- |
| Club Libertad       | Paraguay | 2009-2011     |
| Club Rubio Ñu       | Paraguay | 2011          |
| Club Sol de América | Paraguay | 2012          |
| Club Libertad       | Paraguay | 2012-2013     |
| S. E. Palmeiras     | Brasil   | 2013-2014     |
| Club Olimpia        | Paraguay | 2015-2019     |
| F. C. Juárez        | México   | 2020-2021     |
| Club Olimpia        | Paraguay | 2021-2022     |
| Club Libertad       | Paraguay | 2022-2024     |
| Club Guaraní        | Paraguay | 2025-presente |

## Estadísticas

### Clubes
Actualizado el 8 de diciembre de 2021
| Club                    | Temporada           | Liga  | Liga  | Copa Nacional | Copa Nacional | Copa Internacional | Copa Internacional | Total | Total |
| Club                    | Temporada           | Part. | Goles | Part.         | Goles         | Part.              | Goles              | Part. | Goles |
| ----------------------- | ------------------- | ----- | ----- | ------------- | ------------- | ------------------ | ------------------ | ----- | ----- |
| Libertad Paraguay       |                     |       |       |               |               |                    |                    |       |       |
| 2009                    | 1                   | 0     | *     | *             | 0             | 0                  | 1                  | 0     |       |
| 2010                    | 4                   | 1     | *     | *             | 0             | 0                  | 4                  | 1     |       |
| 2011                    | 5                   | 0     | *     | *             | 1             | 0                  | 6                  | 0     |       |
| Total                   | 10                  | 1     | *     | *             | 1             | 0                  | 11                 | 1     |       |
| Rubio Ñu Paraguay       |                     |       |       |               |               |                    |                    |       |       |
| 2011                    | 17                  | 1     | *     | *             | 0             | 0                  | 17                 | 1     |       |
| Total                   | 17                  | 1     | *     | *             | 0             | 0                  | 17                 | 1     |       |
| Sol de América Paraguay |                     |       |       |               |               |                    |                    |       |       |
| 2012                    | 17                  | 1     | *     | *             | 0             | 0                  | 17                 | 1     |       |
| Total                   | 17                  | 1     | *     | *             | 0             | 0                  | 17                 | 1     |       |
| Libertad Paraguay       |                     |       |       |               |               |                    |                    |       |       |
| 2012                    | 14                  | 3     | *     | *             | 0             | 0                  | 14                 | 3     |       |
| 2013                    | 16                  | 7     | *     | *             | 6             | 0                  | 22                 | 7     |       |
| Total                   | 30                  | 10    | *     | *             | 6             | 0                  | 36                 | 10    |       |
| Palmeiras · Brasil      |                     |       |       |               |               |                    |                    |       |       |
| 2013                    | 17                  | 4     | 2     | 0             | 0             | 0                  | 19                 | 4     |       |
| 2014                    | 11                  | 0     | 5     | 1             | 0             | 0                  | 16                 | 1     |       |
| 2014                    | 11                  | 2     | 0     | 0             | 0             | 0                  | 11                 | 2     |       |
| Total                   | 39                  | 6     | 7     | 1             | 0             | 0                  | 46                 | 7     |       |
| Olimpia Paraguay        |                     |       |       |               |               |                    |                    |       |       |
| 2015                    | 26                  | 4     | *     | *             | 4             | 0                  | 30                 | 4     |       |
| 2016                    | 33                  | 21    | *     | *             | 3             | 0                  | 36                 | 21    |       |
| 2017                    | 19                  | 5     | *     | *             | 0             | 0                  | 19                 | 5     |       |
| 2018                    | 33                  | 18    | 0     | 0             | 4             | 0                  | 37                 | 18    |       |
| 2019                    | 23                  | 11    | 0     | 0             | 6             | 2                  | 29                 | 13    |       |
| 2021                    | 14                  | 3     | 3     | 1             | 0             | 0                  | 17                 | 4     |       |
| Total                   | 148                 | 62    | 3     | 1             | 17            | 2                  | 168                | 65    |       |
| Juárez · México         |                     |       |       |               |               |                    |                    |       |       |
| 2020                    | 21                  | 1     | 3     | 0             | 0             | 0                  | 24                 | 1     |       |
| Total                   | 21                  | 1     | 3     | 0             | 0             | 0                  | 24                 | 1     |       |
| Total en su carrera     | Total en su carrera | 282   | 82    | 13            | 2             | 24                 | 2                  | 319   | 86    |

#### Goles en competiciones internacionales
| Olimpia           | 3 | 0 | Sporting Cristal | Lima       | Estadio Nacional del Perú    | 4 de abril de 2019  | 2019 | Anotado           |
| Olimpia           | 1 | 1 | Liga de Quito    | Asunción   | Estadio Defensores del Chaco | 30 de julio de 2019 | 2019 | Anotado           |
| Libertad          | 4 | 1 | The Strongest    | Asunción   | Estadio Defensores del Chaco | 26 de mayo de 2022  | 2022 | Anotado · Anotado |
| Copa Sudamericana |   |   |                  |            |                              |                     |      |                   |
| Guaraní           | 2 | 0 | 2 de Mayo        | Asunción   | Estadio Arsenio Erico        | 6 de marzo de 2025  | 2025 | Anotado           |
| Guaraní           | 3 | 3 | Boston River     | Montevideo | Estadio Centenario           | 1 de abril de 2025  | 2025 | Anotado           |

### Selecciones
Actualizado al 4 de febrero de 2019.
| Selección     | Temporada     | Continental | Continental | Mundial | Mundial | Amistosos | Amistosos | Total | Total |
| Selección     | Temporada     | Part.       | Goles       | Part.   | Goles   | Part.     | Goles     | Part. | Goles |
| ------------- | ------------- | ----------- | ----------- | ------- | ------- | --------- | --------- | ----- | ----- |
| Paraguay      | 2012          | 0           | 0           | 0       | 0       | 1         | 0         | 1     | 0     |
| Paraguay      | 2018          | 0           | 0           | 0       | 0       | 1         | 0         | 1     | 0     |
| Paraguay      | Total sel.    | 0           | 0           | 0       | 0       | 2         | 0         | 2     | 0     |
| Total carrera | Total carrera | 0           | 0           | 0       | 0       | 2         | 0         | 2     | 0     |

### Tripletes
| Lista de partidos en los que anotó tres o más goles | Lista de partidos en los que anotó tres o más goles | Lista de partidos en los que anotó tres o más goles | Lista de partidos en los que anotó tres o más goles | Lista de partidos en los que anotó tres o más goles | Lista de partidos en los que anotó tres o más goles | Lista de partidos en los que anotó tres o más goles |
| N.º                                                 | Fecha                                               | Estadio                                             | Partido                                             | Goles                                               | Resultado                                           | Competición                                         |
| --------------------------------------------------- | --------------------------------------------------- | --------------------------------------------------- | --------------------------------------------------- | --------------------------------------------------- | --------------------------------------------------- | --------------------------------------------------- |
| 1                                                   | 20 de abril de 2016                                 | Estadio Manuel Ferreira, Asunción                   | Club Olimpia - Club General Díaz                    |                                                     | 4-1                                                 | Torneo Apertura 2016                                |
| 2                                                   | 26 de febrero de 2018                               | Estadio Manuel Ferreira, Asunción                   | Club Olimpia - Club Guaraní                         |                                                     | 5-2                                                 | Torneo Apertura 2018                                |
| 3                                                   | 15 de marzo de 2019                                 | Estadio Defensores del Chaco, Asunción              | Club Guaraní - Club Olimpia                         |                                                     | 1-5                                                 | Torneo Apertura 2019                                |

## Palmarés
| Título             | Club          | País     | Año  |
| ------------------ | ------------- | -------- | ---- |
| Torneo Clausura    | Club Libertad | Paraguay | 2012 |
| Serie B            | Palmeiras     | Brasil   | 2013 |
| Torneo Clausura    | Club Olimpia  | Paraguay | 2015 |
| Torneo Apertura    | Club Olimpia  | Paraguay | 2018 |
| Torneo Clausura    | Club Olimpia  | Paraguay | 2018 |
| Torneo Apertura    | Club Olimpia  | Paraguay | 2019 |
| Torneo Clausura    | Club Olimpia  | Paraguay | 2019 |
| Copa Paraguay      | Club Olimpia  | Paraguay | 2021 |
| Supercopa Paraguay | Club Olimpia  | Paraguay | 2021 |
| Torneo Apertura    | Club Libertad | Paraguay | 2022 |
| Torneo Apertura    | Club Libertad | Paraguay | 2023 |
| Torneo Clausura    | Club Libertad | Paraguay | 2023 |
| Copa Paraguay      | Club Libertad | Paraguay | 2023 |
| Supercopa Paraguay | Club Libertad | Paraguay | 2023 |
| Torneo Apertura    | Club Libertad | Paraguay | 2024 |
| Copa Paraguay      | Club Libertad | Paraguay | 2024 |

### Distinciones individuales
| Distinción                                               | Otorgada por | Año  |
| -------------------------------------------------------- | ------------ | ---- |
| Futbolista Paraguayo del Año                             | ABC Color    | 2016 |
| Mejor jugador del año de la Primera División de Paraguay | Tigo Sports  | 2016 |
| Máximo goleador del Torneo Apertura 2019 (11 goles)      | APF          | 2019 |